# Миямото (кратер)
Вижте пояснителната страница за други значения на Миямото.
Миямото е кратер на Марс разположен на запад от Долината на Маринър (Meridiani Planum). Миямото има диаметър 160 km. Кратерът е кръстен на Шотаро Миямото.
Миямото е разглеждан като евентуално място за кацане на сондата Марс Сайънс Лаборътори.